# Arguineguín
Playa de Arguineguin foi atualizada com areia nova no Outono de 2004
Arguineguín (em português: Arguineguim) é uma localidade e um porto pesqueiro do município de Mogán, situado no sul da ilha de Grande Canária, na comunidade autônoma das Canárias, Espanha. É um dos povoados mais antigos do município e possui uma forte tradição pesqueira, embora o turismo tenha se tornado um setor essencial para a economia local.

## Turismo
Arguineguín é uma vila de pescadores tradicional que, além de sua atividade pesqueira, desenvolveu uma infraestrutura turística para atender visitantes. A localidade oferece praias como Las Marañuelas e El Pajar, ideais para a prática de snorkel e para apreciar a gastronomia local, especialmente pratos à base de pescado fresco. Além disso, a urbanização Anfi del Mar, fundada pelo empresário norueguês Björn Lyng, destaca-se como um resort de luxo com praia de areia dourada, atraindo turistas em busca de conforto e belas paisagens. 

## Presença de cidadãos noruegueses
A vila tornou-se um destino popular entre os noruegueses, especialmente durante os meses de inverno. Em uma população de aproximadamente 2.100 habitantes, cerca de 1.000 são noruegueses registrados, representando quase metade dos residentes. Essa comunidade estabeleceu uma infraestrutura própria, incluindo uma escola norueguesa, uma igreja norueguesa que organiza diversas atividades comunitárias e o Clube Norueguês de Arguineguín, com mais de 700 membros que participam de atividades sociais como aulas de dança, caminhadas e jogos de petanca. 
A presença norueguesa é tão significativa que há até mesmo um mirante conhecido como "Norskeplassen" (Palmeral Noruego), de onde se pode apreciar vistas impressionantes das praias locais. 

## Transporte
O porto hospeda um serviço de ferry (uma embarcação que opera em águas rasas.) para Puerto Rico de Gran Canaria e de Puerto de Mogán, enquanto outra maneira popular de chegar à cidade de Puerto Rico de Gran Canaria é através de caminhada ao longo da montanha entre as duas cidades. a cidade também encontra-se em várias linhas de ônibus público que oferece um serviço conveniente para outras cidades da ilha, arguineguín também é servida por uma via expressa (GC1) com um intercâmbio nas proximidades e uma estrada. 

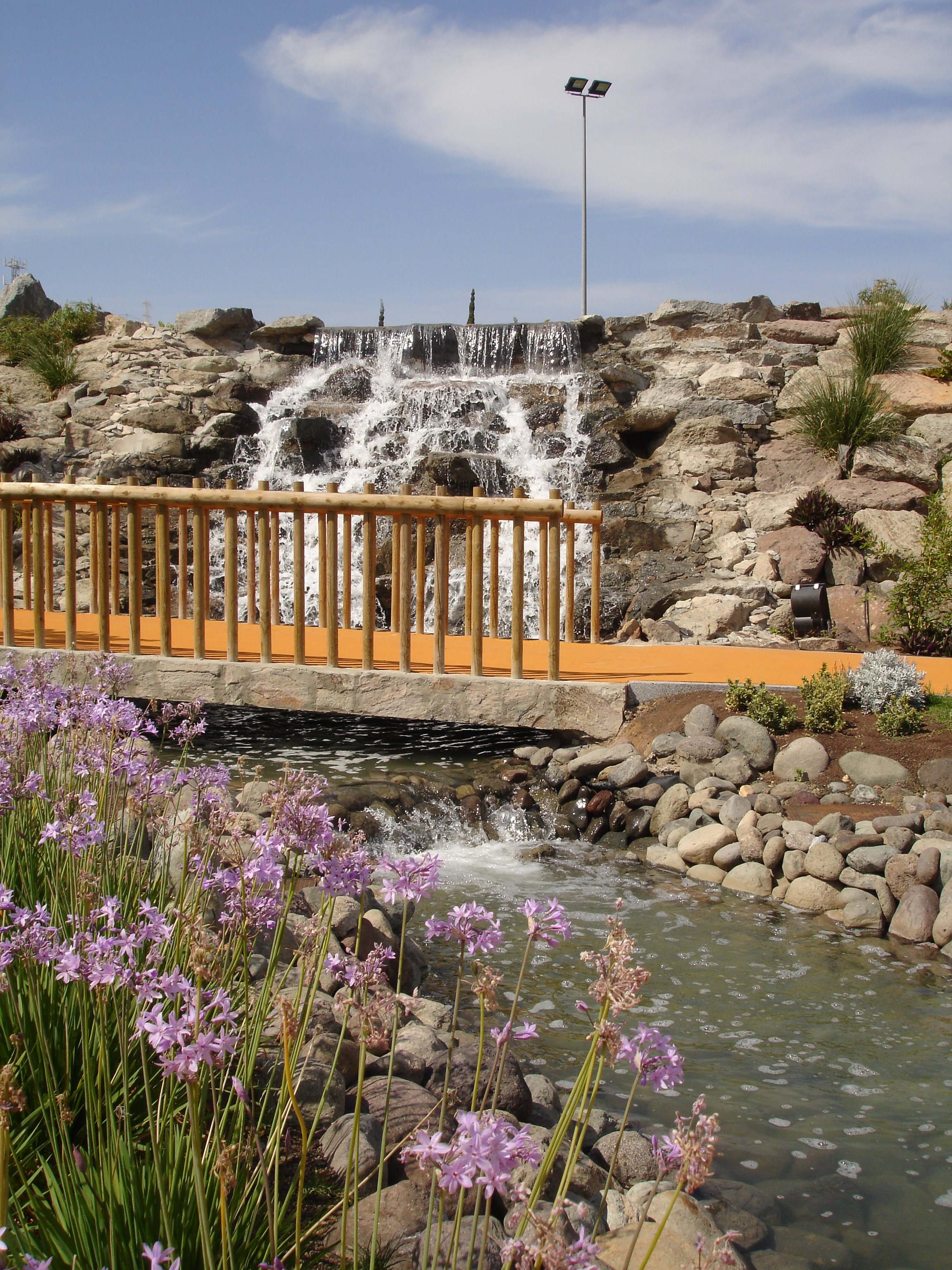
Parque Arguineguin foi inaugurado em abril de 2006